# 普蘭根施托克山
47°07′59″N 8°59′39″E / 47.1331°N 8.99428°E

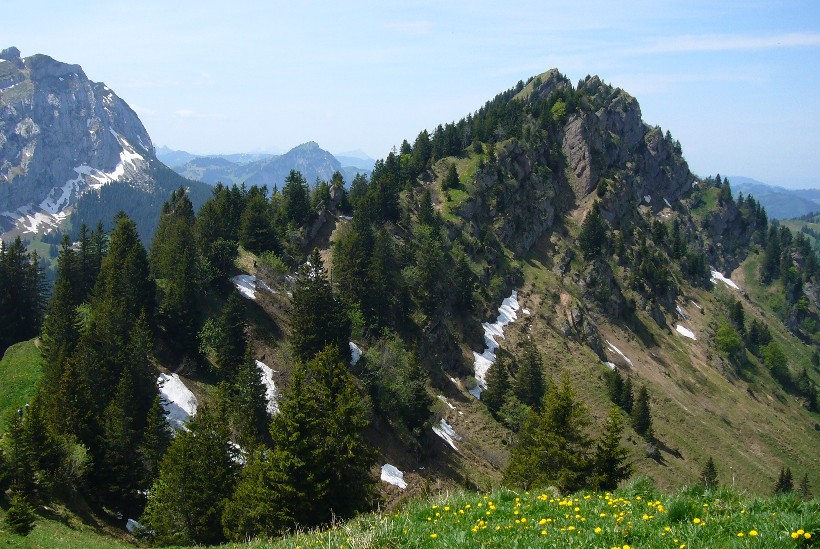

普蘭根施托克山（Planggenstock），是瑞士的山峰，位於該國東部，由格拉魯斯州負責管轄，屬於施維茨阿爾卑斯山脈的一部分，海拔高度1,675米，每年平均降雨量1,954毫米。